# Docalidia unca
Docalidia unca är en insektsart som beskrevs av Nielson 1982. Docalidia unca ingår i släktet Docalidia och familjen dvärgstritar. Inga underarter finns listade i Catalogue of Life.